# Sterling Hayden
Sterling Walter Hayden, ursprungligen Sterling Relyea Walter, född 26 mars 1916 i Upper Montclair i New Jersey, död 23 maj 1986 i Sausalito i Kalifornien, var en amerikansk skådespelare.

## Biografi
Sterling Hayden drogs till havet sedan tidig ungdom och hoppade av skolan som 16-åring för att arbeta på en skonare. Vid 22 års ålder var han en respekterad fartygskapten och hade redan seglat jorden runt flera gånger. Han behövde pengar för att köpa ett eget fartyg, och då han var ovanligt lång (1,96 m) och stilig fick han arbete som modell. Han skrev filmkontrakt 1940 med Paramount Pictures och gjorde filmdebut påföljande år. Han lanserades som Filmens vackraste man och Den vackre blonde viking-guden. Efter endast två filmer, lämnade han Hollywood för att tjänstgöra i marinen under resten av andra världskriget. Han återvände till filmen 1947 och fick sitt stora genombrott 1950 i I asfaltens djungel och blev stjärna i gangsterfilmer och westerns. 
År 1951 vittnade han inför House Un-American Activities Committee, där han erkände att han varit medlem i Kommunistpartiet och namngav flera Hollywoodkollegor som också hyste kommunistiska sympatier. Han besparades på så sätt svartlistning och kommittén lovprisade honom för att "talat ut som en mycket lojal medborgare". Denna incident var något som Hayden skämdes för under resten av sitt liv.
Hayden hade inget verkligt genuint intresse för skådespelaryrket och, periodvis, lämnade han filmen för att istället bege sig ut till havs. År 1959 seglade han tillsammans med sina fyra barn (som han fått vårdnaden om efter skilsmässa från hustrun Betty Ann de Noon) med sin skonare The Wanderer till Tahiti. Hans hustru fick ett domstolsbeslut på att resan skulle avbrytas men Hayden ignorerade denna och fullföljde resan. Han beskrev sin passion för havet och äventyrliga resor i självbiografin Wanderer (1963) och 1976 utgav han sin första roman, Voyage: a novel of 1896 (Jungfruresan, översättning Per Kellberg, Askild & Kärnekull, 1978). 
Mellan 1942 och 1946 var han gift med skådespelerskan Madeleine Carroll.

## Filmografi, ett urval
- 1947 – De flygande djävlarna
- 1950 – I asfaltens djungel
- 1952 – Star
- 1954 – Johnny Gitarr
- 1954 – Prins Valiant
- 1954 – Attentatorn
- 1954 – Livsfarlig stad
- 1956 – Spelet är förlorat
- 1957 – Ett mord för mycket
- 1957 – En sekund från döden
- 1958 – Terror i Texas
- 1964 – Dr. Strangelove
- 1972 – Gudfadern
- 1973 – Långt farväl
- 1976 – 1900
- 1979 – Presidentmordet
- 1980 – 9 till 5
- 1981 – Venom